# Le Désosseur (roman)
Le Désosseur (The Bone Collector, littéralement « Collecteur d'os  ») est un roman américain de Jeffery Deaver, publié par l'éditeur Viking Press en 1997. Il s'agit du premier tome de la série Lincoln Rhyme.

## Personnages
- Lincoln Rhyme : Criminaliste médico-légal tétraplégique. Il était de l'IRD (Investigation and Resource Division (littéralement, la Division des Enquêtes et des Ressources)), avant d'être impliqué sur le lieu d'un crime où une poutre en chêne est tombée sur lui, écrasant ses vertèbres cervicales. Au début du roman, il envisage de se suicider avec l'aide du Dr William Berger, un représentant d'un groupe pro-euthanasie appelé The Lethe Society, avant que son ex-partenaire Lon Sellitto arrive à son appartement pour lui demander de l'aide pour une affaire d'enlèvement.
- Amelia Sachs : Policière de 31 ans qui est sur le point d'être transférée hors de la patrouille. Toutefois, le matin de son transfert elle est appelée pour un homicide où elle découvre une victime dont le mode opératoire porte la signature d'un tueur en série : "Le Désosseur". Son travail dans la scène du crime a attiré l'attention de Lincoln Rhyme, qui fera d'elle ses « jambes et yeux » au profit de l'enquête sur l'affaire du Désosseur.
- Lon Sellitto : Inspecteur du New York City Police Department, qui avait pour mission d'enquêter sur l'affaire d'enlèvement dans un aéroport. C'est un ancien combattant et ex-partenaire de Lincoln Rhyme.
- Thom Reston : Aide-soignant à plein temps de Lincoln Rhyme.

## Critique
- Le Point sélectionne ce livre comme « le meilleur suspense depuis Le Silence des agneaux »[1].

## Adaptations
- Bone Collector (The Bone Collector), film américain de Phillip Noyce (1999) ;
- Lincoln : À la poursuite du Bone Collector  (Lincoln Rhyme: Hunt for the Bone Collector), série télévisée américaine diffusée sur NBC (2020).